# Middagsskäret
Middagsskäret är en ö i Finland. Den ligger i Norra Östersjön eller Skärgårdshavet och i kommunen Kimitoön i den ekonomiska regionen  Åboland i landskapet Egentliga Finland, i den sydvästra delen av landet. Ön ligger omkring 73 kilometer söder om Åbo och omkring 150 kilometer väster om Helsingfors.
Öns area är 2,4 hektar och dess största längd är 260 meter i sydväst-nordöstlig riktning. Ön höjer sig omkring 5 meter över havsytan.